# Вуглекислотне вивітрювання
Вуглекислотне вивітрювання – процес хімічного вивітрювання, що відбувається під впливом вуглекислоти та води. В результаті В.в. утворюються водорозчинні сполуки. Відбувається В.в. за наступною схемою:
Na2Al2Si6O8 + CO2 + 2H2O = Na2CO3 + H3Al2Si2O8 х H2O + 4SiO2;
Na2CO3 = 2Na+ + CO2−
3.